# Aethionema
Aethionema är ett släkte av korsblommiga växter. Aethionema ingår i familjen korsblommiga växter.

## Bildgalleri

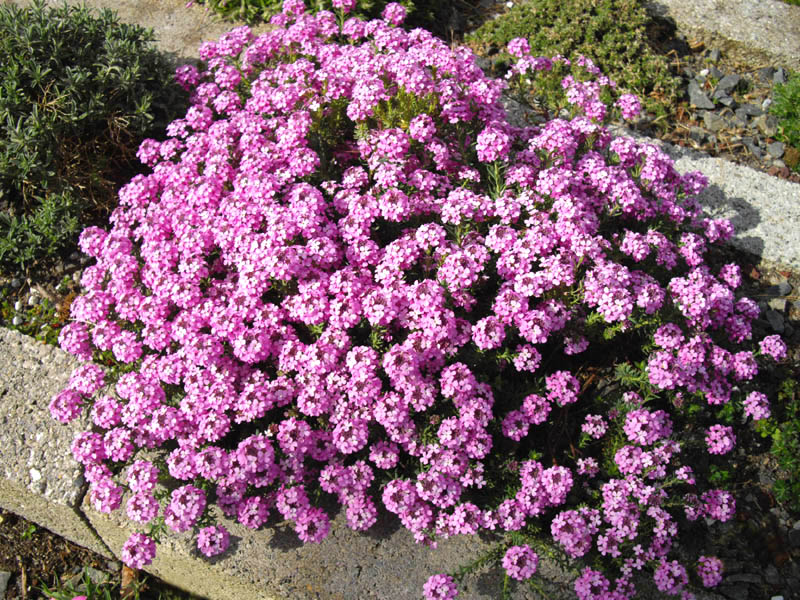
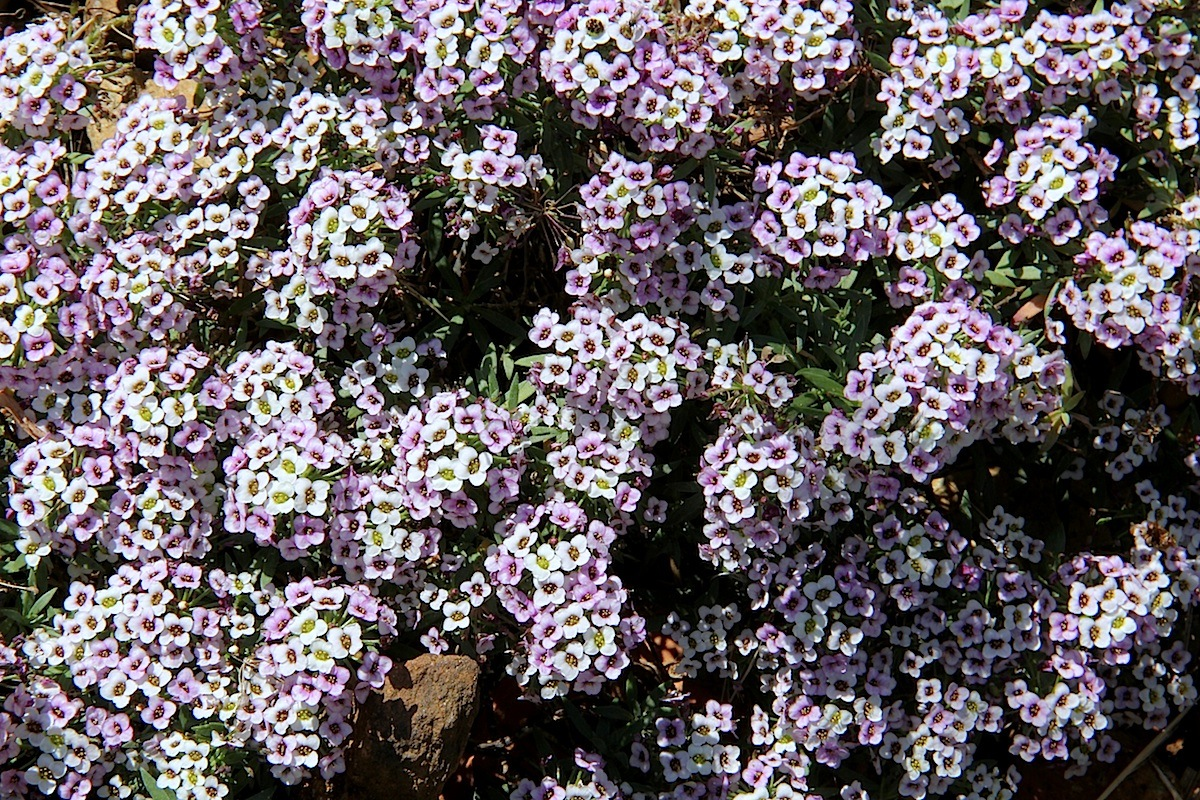
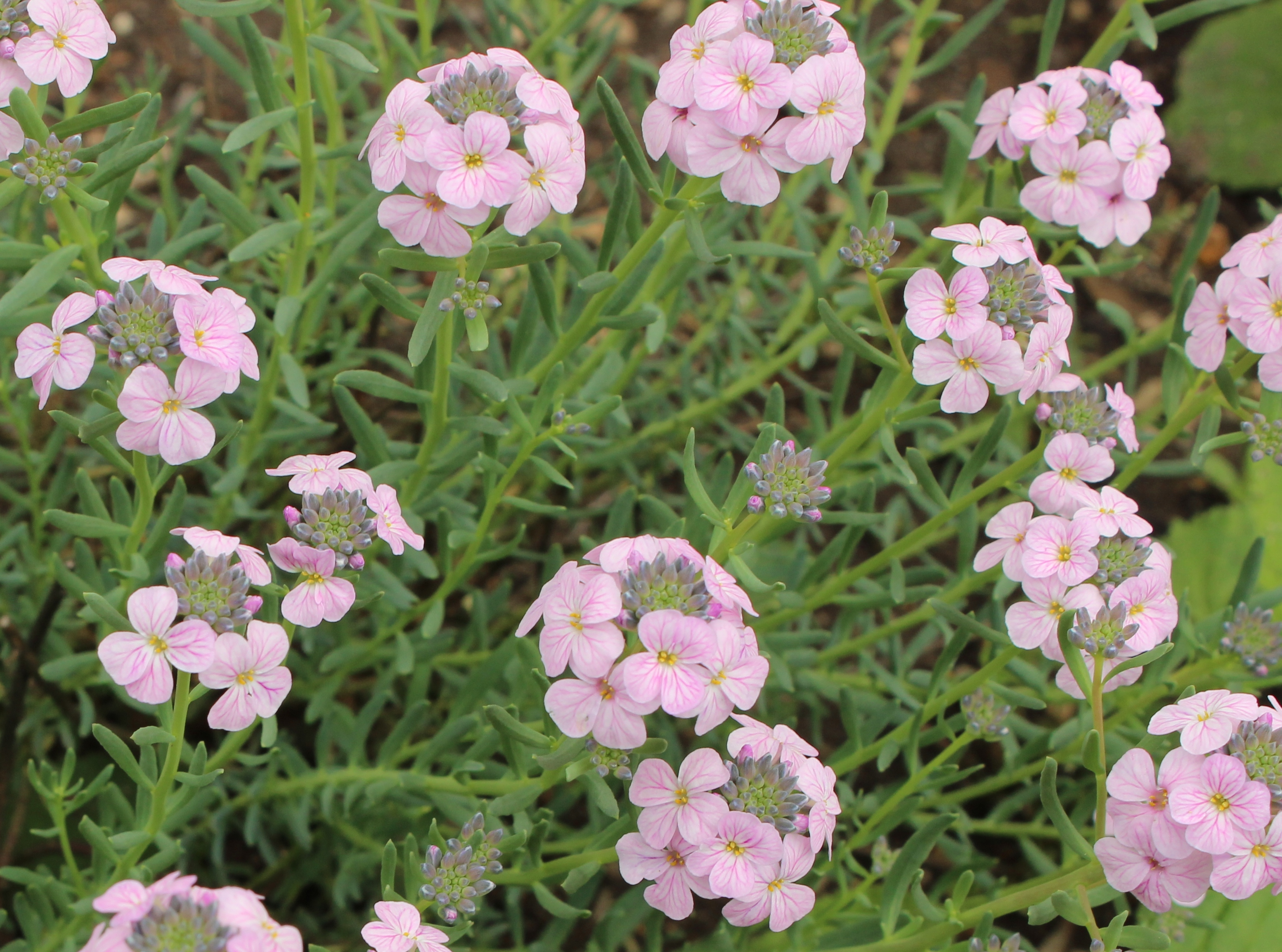
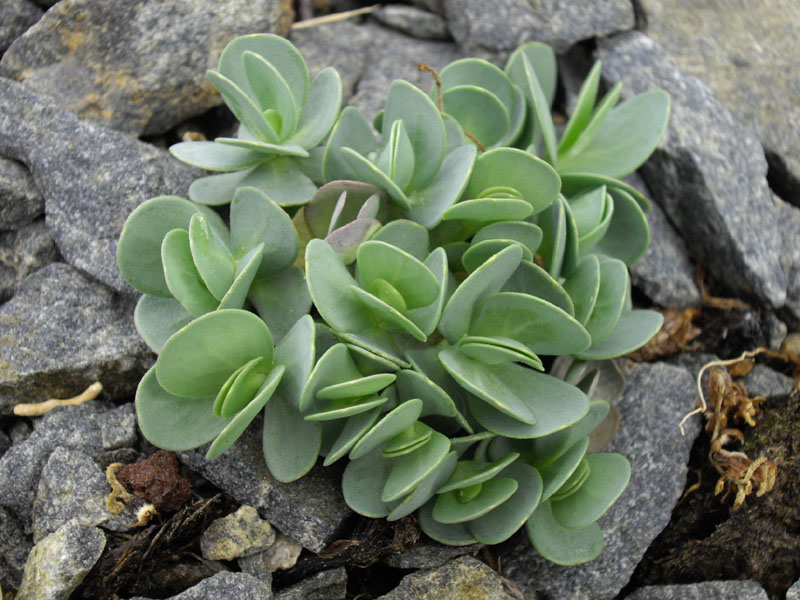
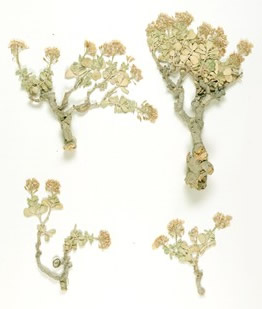
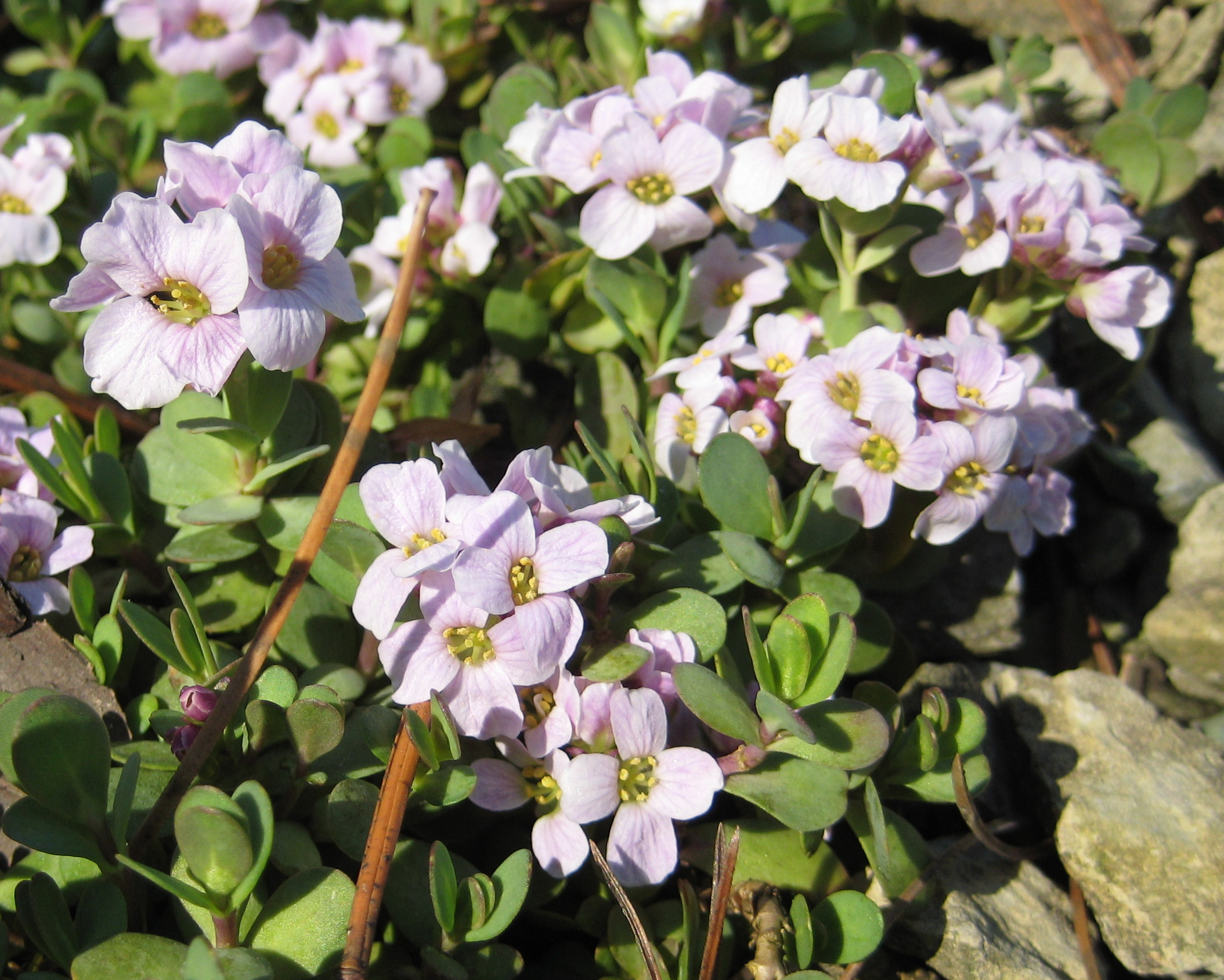

## Dottertaxa tillAethionema, i alfabetisk ordning[1]
- Aethionema acarii
- Aethionema arabicum
- Aethionema armenum
- Aethionema caespitosum
- Aethionema capitatum
- Aethionema carlsbergii
- Aethionema carneum
- Aethionema cephalanthum
- Aethionema cordatum
- Aethionema coridifolium
- Aethionema demirizii
- Aethionema diastrophis
- Aethionema edentulum
- Aethionema elongatum
- Aethionema eunomioides
- Aethionema fimbriatum
- Aethionema froedinii
- Aethionema fruticulosum
- Aethionema gileadense
- Aethionema glaucescens
- Aethionema glaucinum
- Aethionema grandiflorum
- Aethionema heterocarpum
- Aethionema heterophyllum
- Aethionema huber-morathii
- Aethionema iberideum
- Aethionema kopetdaghi
- Aethionema lepidioides
- Aethionema levandowskyi
- Aethionema lycium
- Aethionema maraschicum
- Aethionema membranaceum
- Aethionema munzurense
- Aethionema orbiculatum
- Aethionema paphlagonicum
- Aethionema papillosum
- Aethionema polygaloides
- Aethionema retsina
- Aethionema rhodopaeum
- Aethionema rotundifolium
- Aethionema sagittatum
- Aethionema saxatile
- Aethionema schistosum
- Aethionema semnanensis
- Aethionema sintenisii
- Aethionema speciosum
- Aethionema spicatum
- Aethionema stenopterum
- Aethionema stylosum
- Aethionema subulatum
- Aethionema syriacum
- Aethionema szowitsii
- Aethionema thesiifolium
- Aethionema thomasianum
- Aethionema transhyrcanum
- Aethionema umbellatum
- Aethionema virgatum